# Stortjärnen (Norrfjärdens socken, Norrbotten)
Stortjärnen är en sjö i Piteå kommun i Norrbotten och ingår i Alterälvens huvudavrinningsområde. Sjön har en area på 0,033 kvadratkilometer och ligger 102,2 meter över havet. Sjön avvattnas av vattendraget Rörmyrbäcken.

## Delavrinningsområde
Stortjärnen ingår i det delavrinningsområde (728823-175376) som SMHI kallar för Ovan Ladubäcken. Medelhöjden är 112 meter över havet och ytan är 3,61 kvadratkilometer. Det finns inga avrinningsområden uppströms utan avrinningsområdet är högsta punkten. Rörmyrbäcken som avvattnar avrinningsområdet har biflödesordning 2, vilket innebär att vattnet flödar genom totalt 2 vattendrag innan det når havet efter 30 kilometer. Avrinningsområdet består mestadels av skog (72 procent) och sankmarker (22 procent). Avrinningsområdet har 0,07 kvadratkilometer vattenytor vilket ger det en sjöprocent på 2 procent.